# Кампо Маринело (Латина)
Кампо Маринело је насеље у Италији у округу Латина, региону Лацио.
Према процени из 2011. у насељу је живело 140 становника. Насеље се налази на надморској висини од 123 м.